# División de Honor femenina de balonmano 2007-08
La temporada 2007-08 de la Liga ABF fue la 51.ª edición de la Liga ABF de balonmano femenino. Las jugadoras del Orsan Elda Prestigio se proclamaron campeonas por cuarta vez en su historia, continuando una racha de 30 temporadas seguidas en las que la competición la ganaba un equipo de la Comunidad Valenciana. 
En tanto que los dos últimos equipos clasificados que fueron el Promociones Paraíso y el Marina Park descendieron a la Primera División, dejando a Cantabria sin representación en la categoría para el año siguiente.

## Sistema de competición
Participaron catorce escuadras que se enfrentan entre ellas en modalidad todos contra todos, en dos partidos de ida y vuelta, haciendo así un total de 26 jornadas. Cada victoria otorga 2 puntos, el empate 1 punto y en caso de derrota no se obtiene ninguno. Si una vez finalizada la competición existe igualdad de puntos entre dos o más equipos se realizará el desempate atendiendo a los enfrentamientos directos en primer lugar, siendo la diferencia de goles el segundo criterio de desempate en caso de ser necesario.
El primer clasificado tenía acceso a la siguiente edición de la EHF Copa de Europa, al igual que el subcampeón, teniendo que pasar este una ronda previa. Las 3ª y 4ª clasificadas de la Liga ABF tenían acceso a la Copa EHF y el ganador de la Copa de la Reina 2008 obtenía una plaza en la próxima edición de la Recopa de Europa.
Los equipos clasificados en las dos últimas posiciones al final de la temporada descendieron a la Primera División, siendo reemplazados por los dos mejores equipos de esta en la siguiente campaña.

## Equipos participantes
| Equipo                      | Localización        | Estadio                                        | Capacidad |
| --------------------------- | ------------------- | ---------------------------------------------- | --------- |
| Elche Mustang               | Elche               | Pabellón Municipal Esperanza Lag               | 2 000     |
| Mar Alicante                | Alicante            | Pabellón Colegio Agustinos                     | 600       |
| Parc Sagunt                 | Sagunto             | René Marigil                                   | 600       |
| Orsan Elda Prestigio        | Elda                | Polideportivo Ciudad de Elda Florentino Ibáñez | 2 000     |
| Cementos La Unión Ribarroja | Ribarroja del Turia | Pabellón de Deportes de Ribarroja              | 634       |
| Marina Park                 | Santander           | Pabellón Municipal de La Albericia             | 4 000     |
| Promociones Paraíso         | Castro-Urdiales     | Polideportivo Municipal Pachi Torre            | 500       |
| Puertodulce Roquetas        | Roquetas de Mar     | Pabellón Municipal Infanta Cristina            | 1 500     |
| Vícar Goya Jarquil          | Vícar               | Pabellón Municipal de Vícar                    | 1 500     |
| Farho Gijón                 | Gijón               | Pabellón de Deportes La Tejerona               | 900       |
| C. B. Ro'casa               | Telde               | Pabellón Insular Antonio Moreno                | 600       |
| Molly CLEBA                 | León                | Palacio de los Deportes de León                | 6 000     |
| Itxako Navarra              | Estella             | Polideportivo Lizarrerría                      | 2 800     |
| Akaba Bera Bera             | San Sebastián       | Polideportivo Municipal Bidebieta              | 682       |

## Clasificación
| Puesto | Equipo                      | PJ | G  | E | P  | GF  | GC  | Dif  | Pts | Clasificación o descenso              |
| ------ | --------------------------- | -- | -- | - | -- | --- | --- | ---- | --- | ------------------------------------- |
| 1      | Orsan Elda Prestigio        | 26 | 22 | 3 | 1  | 754 | 568 | 186  | 47  | Campeonas, clasifican a EHF Champions |
| 2      | Itxako Navarra              | 26 | 23 | 1 | 2  | 708 | 538 | 170  | 47  | Ronda clasificatoria EHF Champions    |
| 3      | Parc Sagunt                 | 26 | 21 | 1 | 4  | 905 | 643 | 262  | 43  | Recopa de Europa                      |
| 4      | Cementos La Unión Ribarroja | 26 | 17 | 2 | 7  | 722 | 605 | 117  | 36  | Liga EHF                              |
| 5      | Akaba Bera Bera             | 26 | 11 | 6 | 9  | 695 | 666 | 29   | 28  | Liga EHF                              |
| 6      | Mar Alicante                | 26 | 10 | 4 | 12 | 585 | 631 | –46  | 24  |                                       |
| 7      | Molly CLEBA                 | 26 | 10 | 3 | 13 | 676 | 699 | –23  | 23  |                                       |
| 8      | C. B. Ro'casa               | 26 | 10 | 3 | 13 | 639 | 663 | –24  | 23  |                                       |
| 9      | Puertodulce Roquetas        | 26 | 10 | 2 | 14 | 616 | 654 | –38  | 22  | Descenso a Primera División           |
| 10     | Vícar Goya Jarquil          | 26 | 11 | 0 | 15 | 605 | 679 | –74  | 22  |                                       |
| 11     | Elche Mustang               | 26 | 6  | 4 | 16 | 584 | 698 | –114 | 16  |                                       |
| 12     | Farho Gijón                 | 26 | 6  | 3 | 17 | 544 | 643 | –99  | 15  |                                       |
| 13     | Promociones Paraíso         | 26 | 4  | 3 | 19 | 555 | 684 | –129 | 11  | Descenso a Primera División           |
| 14     | Marina Park                 | 26 | 3  | 1 | 22 | 592 | 809 | –217 | 7   | Descenso a Primera División           |